# Gauliga Nordmark 1937/38
De Gauliga Nordmark 1937/38 was het vijfde voetbalkampioenschap van de Gauliga Nordmark. In het kader van de Groot-Hamburgwet werden de clubs uit Harburg en Wilhemsburg uit de Gauliga Niedersachsen overgeheveld naar de Gauliga Nordmark, die nu met twee clubs uitgebreid werd. Door twee jaar na elkaar drie clubs te laten degraderen werd dit aantal weer teruggebracht naar tien. Hamburger SV werd kampioen dankzij een beter doelsaldo en plaatste zich voor de eindronde om de Duitse landstitel, waar de club groepswinnaar werd en zich plaatste voor de halve finale. Hierin was Hannover 96 echter te sterk. HSV speelde nog tegen Fortuna Düsseldorf om de derde plaats, maar verloor ook deze wedstrijd.

## Eindstand
| Plaats | Club                   | Wed. | W  | G | V  | Saldo  | Ptn   |
| ------ | ---------------------- | ---- | -- | - | -- | ------ | ----- |
| 1.     | Hamburger SV           | 22   | 19 | 3 | 0  | 103:26 | 41:03 |
| 2.     | Eimsbütteler TV        | 22   | 19 | 3 | 0  | 89:27  | 41:03 |
| 3.     | SV Polizei Lübeck      | 22   | 11 | 3 | 8  | 58:37  | 25:19 |
| 4.     | Kieler SV Holstein     | 22   | 12 | 1 | 9  | 65:50  | 25:19 |
| 5.     | FC St. Pauli           | 22   | 11 | 2 | 9  | 56:49  | 24:20 |
| 6.     | SC Victoria Hamburg    | 22   | 10 | 2 | 10 | 56:48  | 22:22 |
| 7.     | SK Komet Hamburg       | 22   | 10 | 1 | 11 | 55:78  | 21:23 |
| 8.     | FC Borussia 04 Harburg | 22   | 5  | 6 | 11 | 44:62  | 16:28 |
| 9.     | Altonaer FC 1893 VfL   | 22   | 6  | 3 | 13 | 41:73  | 15:29 |
| 10.    | Lübecker BV Phönix 03  | 22   | 5  | 3 | 14 | 40:61  | 13:31 |
| 11.    | Polizei SV Hamburg     | 22   | 5  | 2 | 15 | 38:66  | 12:32 |
| 12.    | Wilhelmsburger FV 09   | 22   | 3  | 3 | 16 | 27:95  | 09:03 |

|  | Kampioen   |
|  | Degradatie |

## Promotie-eindronde

### Groep A
| Plaats | Club                   | Wed. | Saldo | Ptn. |
| ------ | ---------------------- | ---- | ----- | ---- |
| 1.     | Schweriner SV 03       | 4    | 12:7  | 5:3  |
| 2.     | FVgg Kilia Kiel        | 4    | 6:11  | 4:4  |
| 3.     | Rothenburgsorter FK 08 | 4    | 8:8   | 3:5  |

### Groep B
| Plaats | Club               | Wed. | Saldo | Ptn. |
| ------ | ------------------ | ---- | ----- | ---- |
| 1.     | VfR 1907 Harburg   | 4    | 16:5  | 5:3  |
| 2.     | VfR Neumünster     | 4    | 6:11  | 4:4  |
| 3.     | SC Union 03 Altona | 4    | 3:9   | 3:5  |

|  | Promotie |